# Osterei

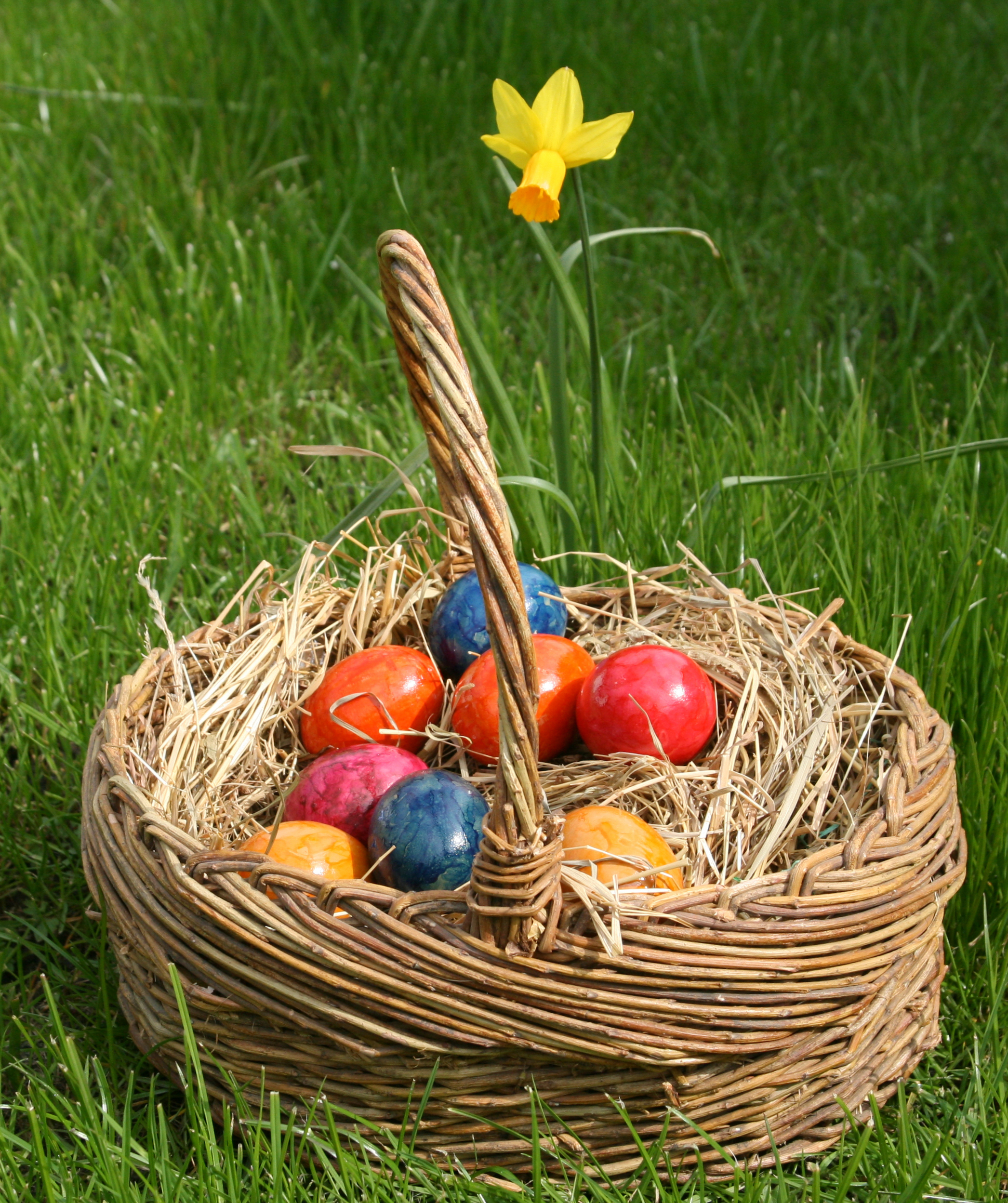
Ostereier in Osterkorb

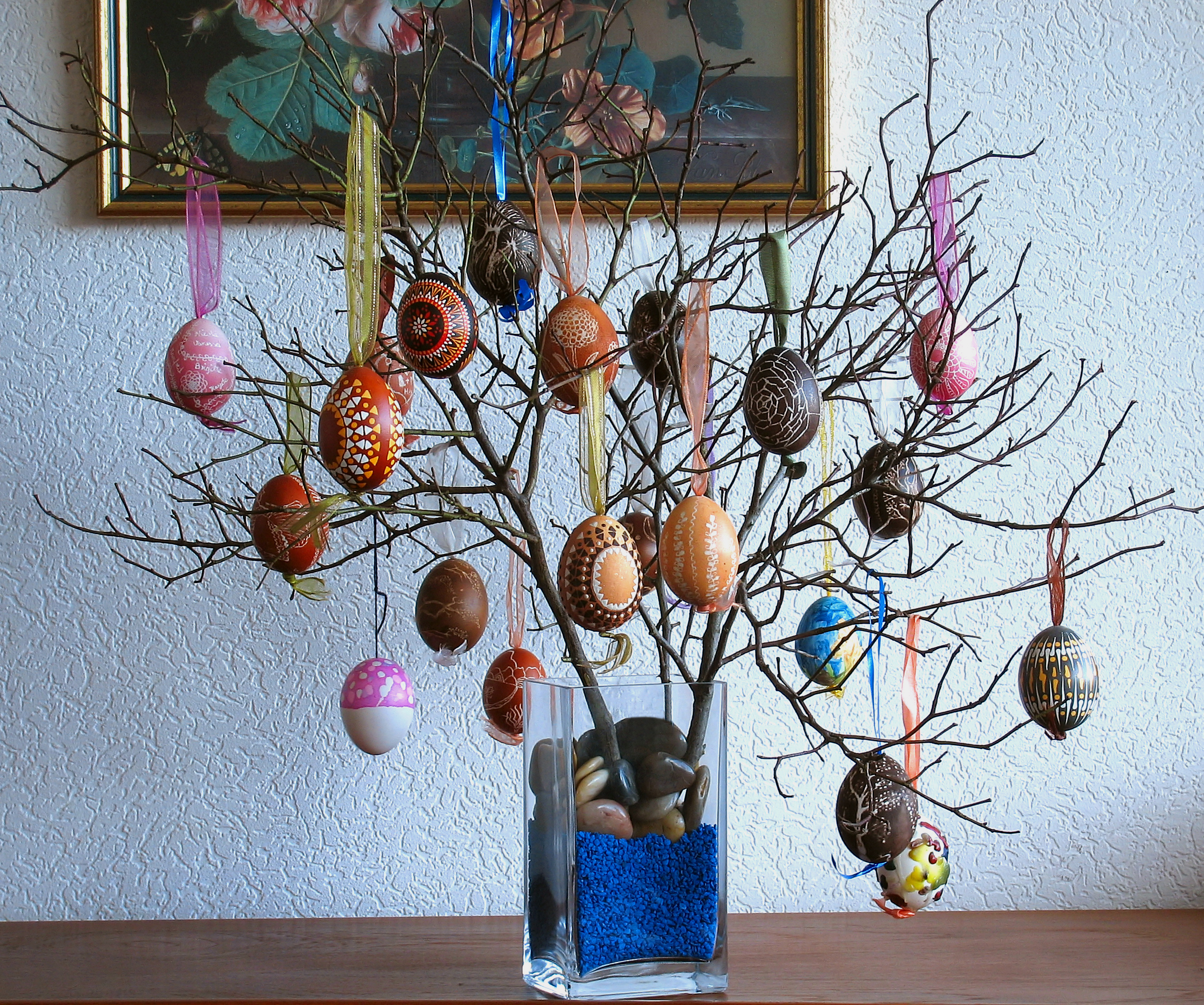
Osterstrauß

Ein Osterei ist ein gefärbtes, oft mit Motiven bemaltes oder verziertes Ei; gewöhnlich ein hartgekochtes Hühnerei, das traditionell zu Ostern verschenkt oder gegessen wird.
Des Weiteren werden auch nicht zum Verzehr bestimmte Dekorationsgegenstände als Ostereier bezeichnet, die während der Osterzeit als Schmuck oder teils auch als Geschenk dienen. Es sind in der Regel ausgeblasene Eier, meist Hühnereier, oder Eier aus anderen Materialien wie zum Beispiel Pappe, Gips, Holz, Naturstein oder Kunststoff. Je nach Verwendungszweck und Materialart werden solche Ostereier größtenteils ebenfalls gefärbt, farbig bemalt oder eingefärbt hergestellt sowie meistens mit Verzierungen in vielfältigen Arten versehen. Auch die in großen Mengen angebotenen und bunt verpackten Schokoladeneier sind Ostereier (Schokoostereier).

## Geschichte
Das Dekorieren von Eierschalen ist weitaus älter als die christliche Tradition, was 60.000 Jahre alte Funde dekorierter Straußeneier aus dem südlichen Afrika beweisen. Auch wurden 5.000 Jahre alte verzierte Straußeneier in antiken Gräbern der Sumerer und Ägypter gefunden. Bemalte Eier als Grabbeigabe sind auch aus der europäischen Antike bekannt. Die frühen Christen Mesopotamiens bemalten Eier rot, um an das Blut Christi zu erinnern, das er bei der Kreuzigung vergoss.
Dass die Eier verschiedentlich gefärbt wurden, hatte praktische Gründe. Aufgrund des Fastengebotes der katholischen Kirche durften ab Aschermittwoch bis Ostern neben Fleisch auch keine Eier gegessen werden. Da die Fastenzeit über sechs Wochen dauert, erfolgte die Haltbarmachung durch Hartkochen der Eier. Um ältere Eier von jüngeren zu unterscheiden, färbte man sie unterschiedlich. So standen am Ostersonntag verschieden gefärbte Eier zum Verzehr zur Verfügung.
Das Schenken von Eiern zu Ostern lässt sich erstmals in den ersten Jahrhunderten nach Christus in Armenien nachweisen.
In neuerer Zeit werden hartgekochte Eier das ganze Jahr über fast nur noch in der Art von Ostereiern bunt gefärbt verkauft.

### Christentum

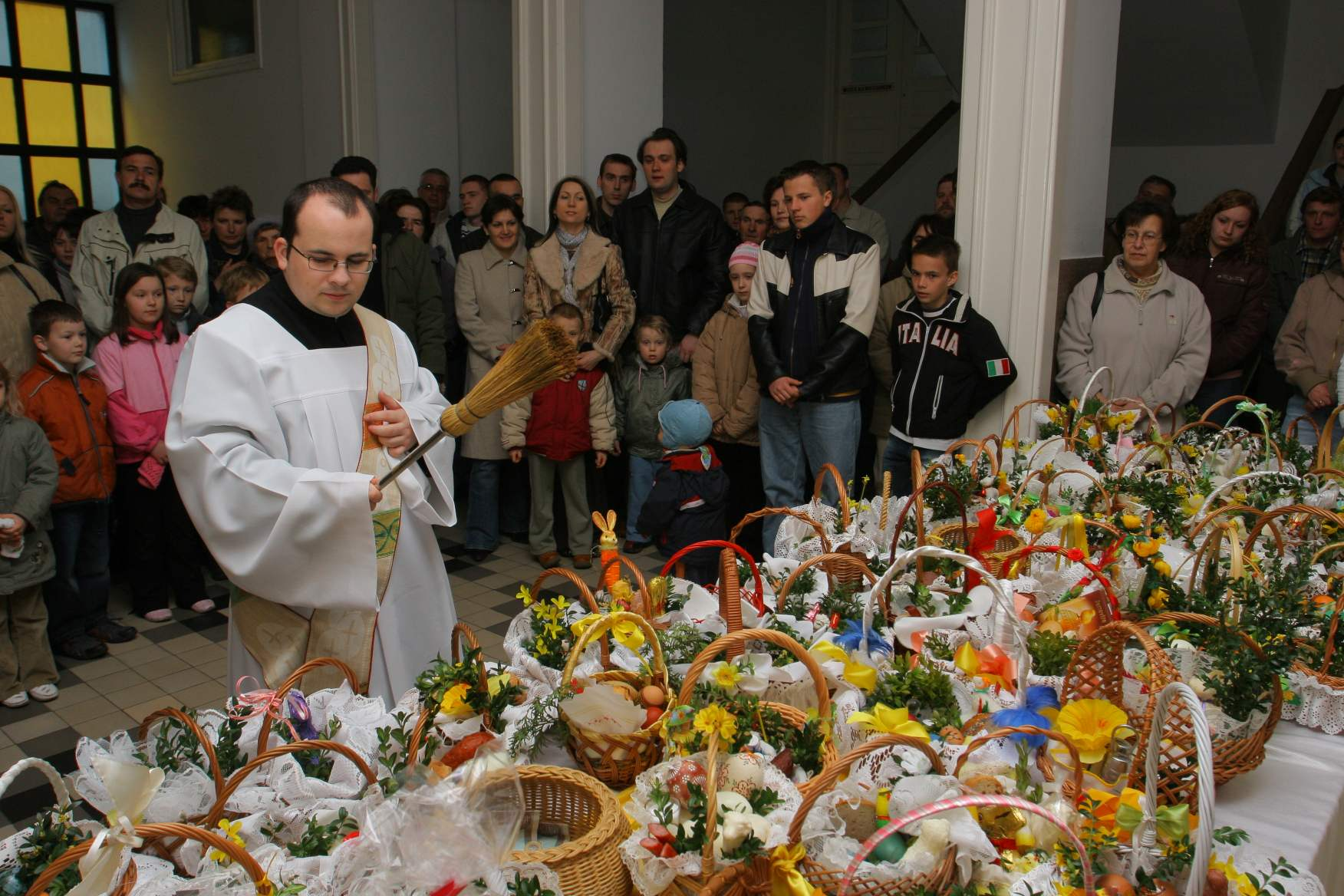
Osterspeisensegnung in Polen

In der christlichen Ikonographie gilt das Ei als eines der Symbole für die Auferstehung Jesu Christi, einige Autoren vergleichen das Öffnen der Schale mit dem des leeren Grabes am Ostermorgen. Auch kommt das Ei auf Marienbildern im Hintergrund oder als Randmotiv als Hinweis auf die Empfängnis Christi durch den Heiligen Geist vor.
Im 12. Jahrhundert wurde von der katholischen Kirche die Benedictio ovorum, die Segnung von Eiern oder Osterspeisen, eingeführt. Zur Zeit Papst Pauls V. (1605–1621) betete der Priester in der Ostermesse:
„Segne, Herr, wir bitten dich, diese Eier, die du geschaffen hast, auf dass sie eine bekömmliche Nahrung für deine gläubigen Diener werden, die sie in Dankbarkeit und in Erinnerung an die Auferstehung des Herrn zu sich nehmen.“
Das Färben von Eiern zu Ostern ist ein Brauchtum, das von Armenien über Russland, den Mittelmeerraum bis hin nach Mitteleuropa bekannt ist. Für Deutschland werden gefärbte Eier erstmals im frühen 13. Jahrhundert erwähnt. Das Wort Osterei erscheint im 14. Jahrhundert in der Bedeutung „zu Ostern abzulieferndes Zinsei“. 1553 wird von roten Eiern bei der österlichen Speisenweihe berichtet. 1617 spricht Puteanus in seinem Werk Ovi enconium von beschrifteten, bemalten und geätzten Ostereiern. Georg Franck beschrieb 1682 in der Schrift Satyrae den Volksbrauch des Verstecken der Ostereier für Kinder und den Osterhasen in protestantischen Gebieten im Elsass und der Pfalz. Abt Jakobus Vogler aus dem Kloster Schuttern erwähnte am 16. April 1691 in sein Tagebuch: „Den hiesigen Kindern gebe ich zu Ostern im Garten versteckte Eier.“

### Andere Religionen

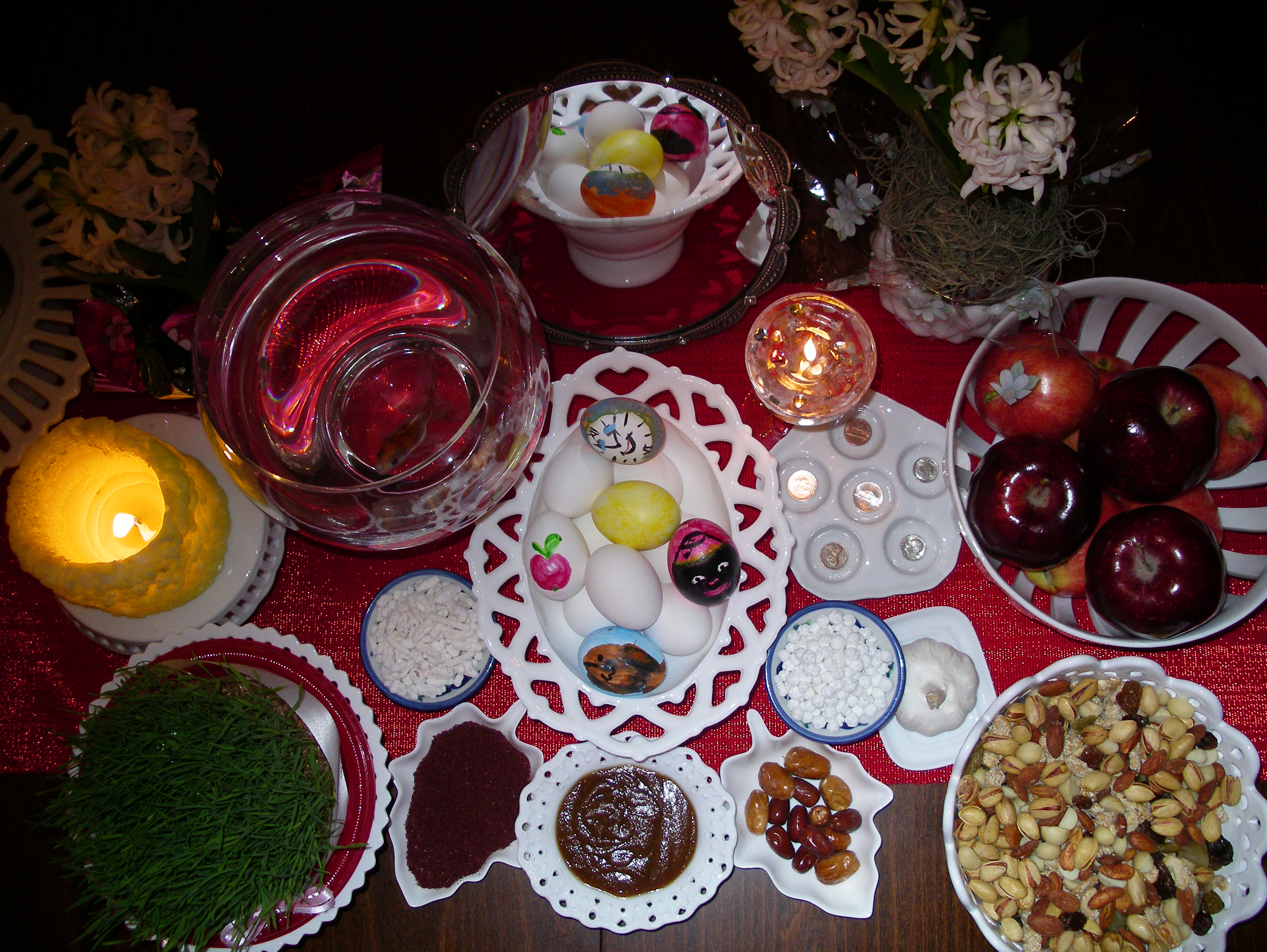
Bunte Eier beim Nouruz-Fest

Die Einbindung von Eiern in mystische und religiöse Riten vieler antiker Völker haben Forscher bis ins Zeitalter der Babylonier zurückverfolgt. Gefärbte Eier kommen in der Sitte des Nouruz-Festes im iranischen Raum vor, vor allem bei Zoroastriern und Jesiden.
Auch die chinesischen roten Eier symbolisieren einen Neuanfang. Sie werden Gästen oft zum ersten Geburtstag eines Kindes serviert.

## Färbemittel

### Traditionelle Färbemittel
Zum Färben von Eiern werden traditionell folgende mehr oder weniger stark färbenden Pflanzen oder Pflanzenextrakte verwendet:
- Rot: Malventee (Hibiskusblüten, dunkelrot), Preiselbeeren, Rote Bete, rote Zwiebelschalen, roter Traubensaft
- Orange: Karotten (orange-gelb), Ringelblumenblüten
- Gelb: Fliederblüten, Kamilleblüten, Kurkuma, Safran
- Grün: Blätter, Brennnesseln, Gras, Johanniskraut (gelb-grün), Mate-Tee (olivgrün), Petersilie, Spinat
- Blau und Lila: Heidelbeeren, Rotkohlblätter, Schwarze Holunderbeeren (Fliederbeeren)
- Braun: Kaffee, Kümmel, Schwarzer Tee, Zwiebelschalen

### Natürliche Farbstoffe
Neben den traditionell verwendeten Färbemitteln für Eier werden heute weitere Farbstoffe verwendet, die ebenfalls natürlichen Ursprungs sind:
- Rot: Apfelbaumrinde[18], Färberdistel[19] (rosa, kirschrot), Roter Rettich[19] (gelbrot)
- Gelb: Färbermaulbeerbaum (Gelbholz)[18]
- Blau: Spirulina platensis[20]
- Braun: Färberdistel (braunrot oder braungelb)

Bei der Lebensmittelproduktion zum Färben eingesetzte Pflanzen- oder Fruchtextrakte gelten gemäß Artikel 3 der Verordnung (EG) Nr. 1333/2008 nicht als Lebensmittelzusatzstoffe. Sie tragen daher keine E-Nummer.

### Künstliche Farbstoffe
Verwendung finden unter anderem folgende künstlich hergestellte Lebensmittelfarbstoffe:
- Rot: E120 Echtes Karmin, E122 Azorubin, E124 Cochenillerot A, E172 Eisenoxidpigmente
- Rosarot: E127 Erythrosin
- Gelborange: E110 Gelborange S
- Gelb: E101 (ii) Riboflavin-5'-Phosphat, E104 Chinolingelb, E172 Eisenoxidpigmente
- Grün: E141 (ii) Kupferkomplexe der Chlorophylline (oliv- bis dunkelgrün), E142 Grün S
- Blau: E131 Patentblau V, E132 Indigotin, E133 Brillantblau FCF
- Violett[23]: E151 Brillantschwarz PN
- Braun, Schwarz[23]: E151 Brilliantschwarz PN, E172 Eisenoxidpigmente

## Dekorationsarten

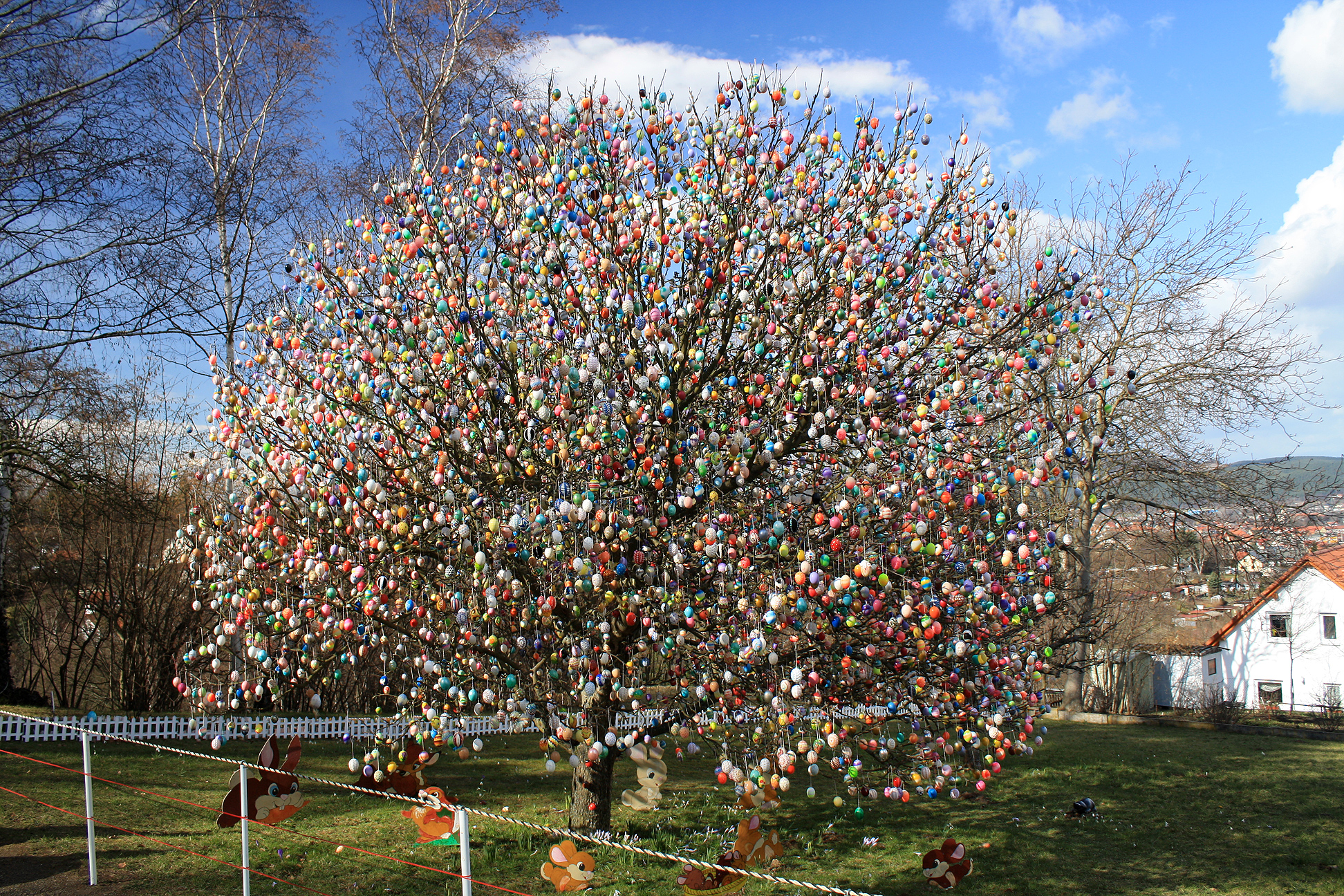
Saalfelder Ostereierbaum

Um ausgeblasene bzw. hartgekochte Eier zu dekorieren, gibt es viele verschiedene Techniken, z. B. Bemalen oder auch komplizierte Batik-, Kratz- und Ätztechniken. Oft werden diese Eier an einen Strauß aus Birkenzweigen – den so genannten Osterstrauß – gehängt oder kunstvoll (manchmal gemeinsam mit anderen Gaben) in ein Osterkörbchen dekoriert. Weitverbreitet ist es auch, die noch kahlen Äste von im Garten stehenden Bäumen in der Osterzeit damit zu schmücken. So ist im thüringischen Saalfeld ein solcher Ostereierbaum mit über zehntausend Eiern zu bewundern – der Eintrag ins Guinness-Buch der Rekorde mit 76.596 Eiern gelang im April 2007 jedoch dem Zoo Rostock.

### Pysanka

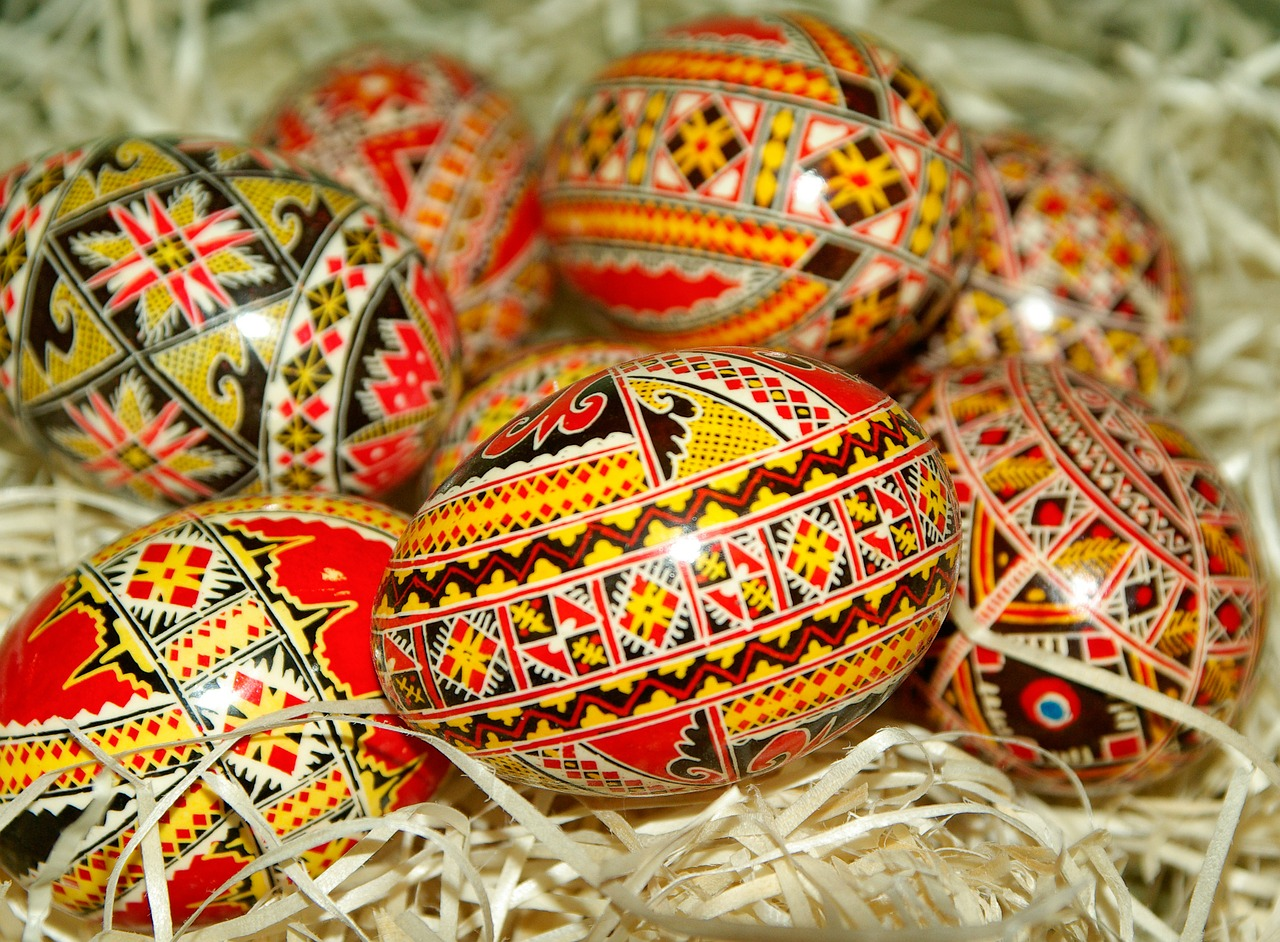
Ostereier aus Rumänien („Pisanki“)

In mittel-, südost- und osteuropäischen Ländern wie Polen, Rumänien oder der Ukraine wird die Methode angewandt, Eier Schritt für Schritt in immer dunkleren Farben zu färben, wobei jedes Mal mehr Teile mit Wachs bedeckt werden, sodass sich die komplette Färbung erst am Ende zeigt, wenn das Wachs wieder entfernt wird.

### Sorbische Tradition

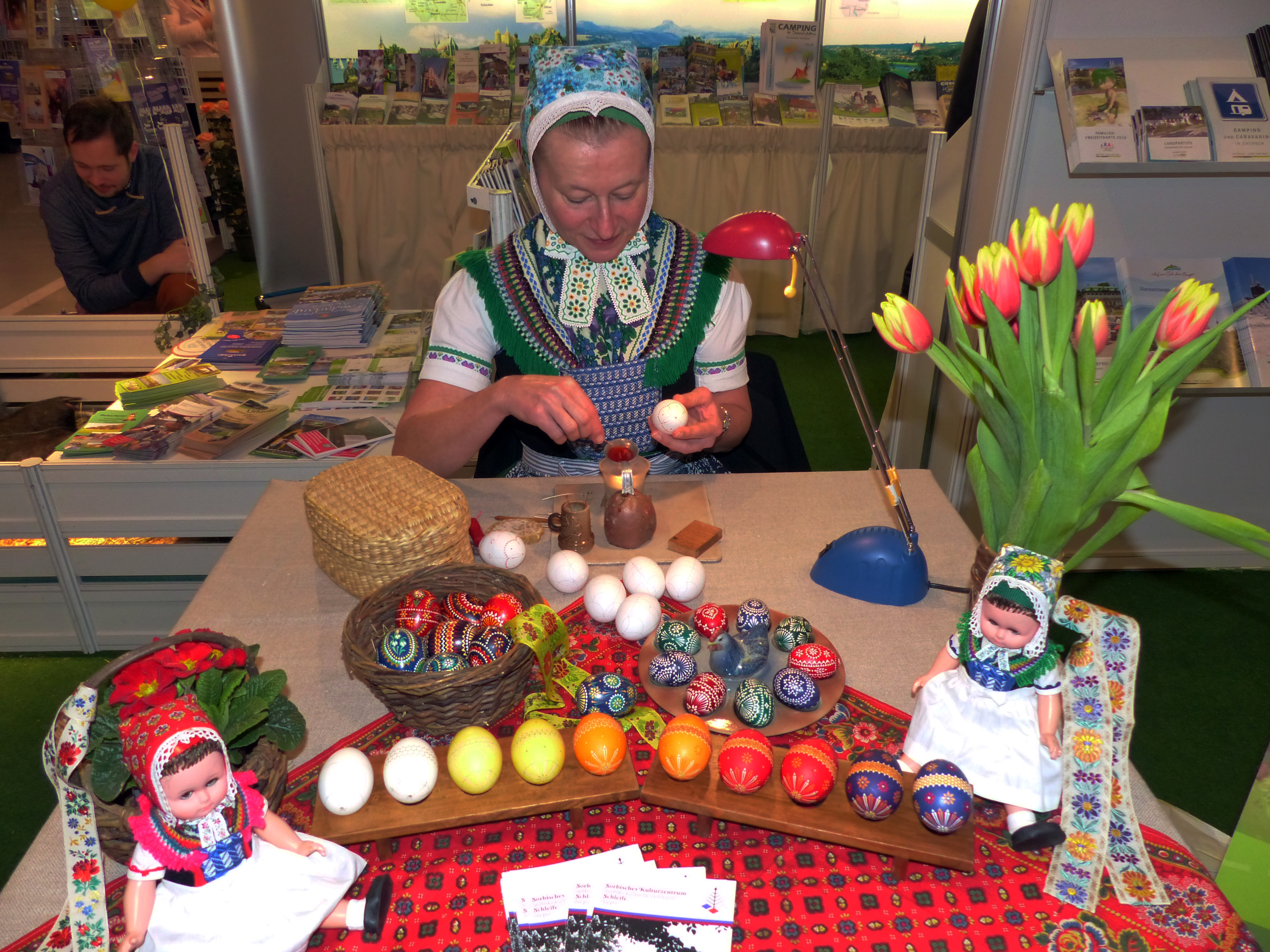
Sorbische Ostereiermalerei

Insbesondere in der sorbischen Lausitz und in den slawisch geprägten Teilen Europas zeichnen sich die Eier durch eine besonders kunstvolle und aufwändige Verzierung aus. Speziell bei der Batiktechnik werden drei traditionelle Muster aufgetragen. Die Sonnenstrahlen, die entstehen, wenn man mit einer Glasnadel das heiße Bienenwachs als gezogene Tropfen oder Striche aufträgt, stehen in der Symbolik für Glück und Zufriedenheit. Die Wolfzähnchen werden mit einem zurechtgeschnittenen Federkiel als Dreiecke in verschiedenen Formationen aufgetragen und stehen in der Symbolik für den Schutz vor Unheil und Krankheiten. Und die Bienenwaben, die durch Dreiecksmuster entstehen, deren Oberkante die Wolfszähnchen bilden können, stehen in der Symbolik für Reichtum und gute Ernte und Erträge.
Die Sorben schenken sich die kunstvoll verzierten Eier nicht nur zu Ostern, sondern auch zu Kindstaufen, Kommunionen, Hochzeiten und anderen besonderen persönlichen Anlässen, um mit den Symbolen die Wünsche an den Beschenkten zu betonen.
Die beim Bemalen benutzten Farben haben in einigen Regionen folgende Bedeutungen:
- Gelb steht für den Wunsch nach Erleuchtung und Weisheit
- Grün steht für Jugend und Unschuld
- Orange für Kraft, Ausdauer und Ehrgeiz
- Rot symbolisiert den Opfertod Christi
- Weiß ist die Farbe der Reinheit

## Das Osterei in Volkssitten
Kindern wurde – je nach Gegend – erzählt, dass die Ostereier vom Hahn, dem Kuckuck, dem Fuchs, dem Storch, dem Bilby (in Australien) oder dem Hasen gebracht werden. Auch den Kirchenglocken auf ihrer Rückkehr in der Osternacht vom Flug nach Rom wurden die mitgebrachten Eier zugeschrieben. In neuerer Zeit hat sich der Osterhase als Eierbringer überregional durchgesetzt und andere wie den Osterfuchs verdrängt. Heute suchen die Kinder meist am Ostermorgen die versteckten Ostereier.
In Franken gab es den Brauch, ein an Gründonnerstag gelegte Ei in einem Misthaufen zu vergraben, es am Ostermontag wieder herauszuholen und es einer Henne unterzuschieben. Die Henne glaubte man, würde daraufhin ihr Nest verlassen, eine Wurzel suchen und diese in das Nest legen. Wenn nun diese Wurzel in einen Geldbeutel gelegt wird, sollte dieser immer mit Geld gefüllt sein.
Weitere Bräuche mit Ostereiern sind zum Beispiel Münzenwerfen (bleibt die Münze im Ei stecken. gehört das Ei dem Werfer), Ostereiertitschen, Ostereierschieben oder (beispielsweise in Österreich, Kroatien, Russland) das Eierpecken. Beim Eierschleudern (in Bayern auch Eierwerfen, in Ostfriesland Eierschießen) im Vogtland wird ein Osterei in ein gehäkeltes Säckchen mit einem langen Band gesteckt: Das schleudert man und lässt es los. Das Werfen findet auf einer Wiese oder Weide statt. Wiesen mit dichtem Gras sind am besten geeignet. Für das Werfen selbst gibt es verschiedene oder auch keine Regeln. Wichtig ist, dass die Eier, die man werfen möchte, hartgekocht sind, damit das Ei nicht so schnell zu Bruch geht. Oft werfen sich zwei oder mehr Personen die Eier zu, bis die Schale völlig zerbrochen ist.
Es wird versucht, das Ei im Netz möglichst hoch zu schleudern. Zerbricht das Ei dabei, scheidet man aus. Das geht solange, bis nur noch ein Kind mit heilem Ei übrig bleibt, das dann gewonnen hat und als „König“ gefeiert wird. In manchen Gegenden ist auch der Ostereierweitwurf verbreitet. Die Eier werden an Ort und Stelle verspeist. Um seinem Haus Glück zu bringen, besteht in Südtirol der Brauch, ein Ei über das Haus zu werfen und danach einzugraben.

## Galerie

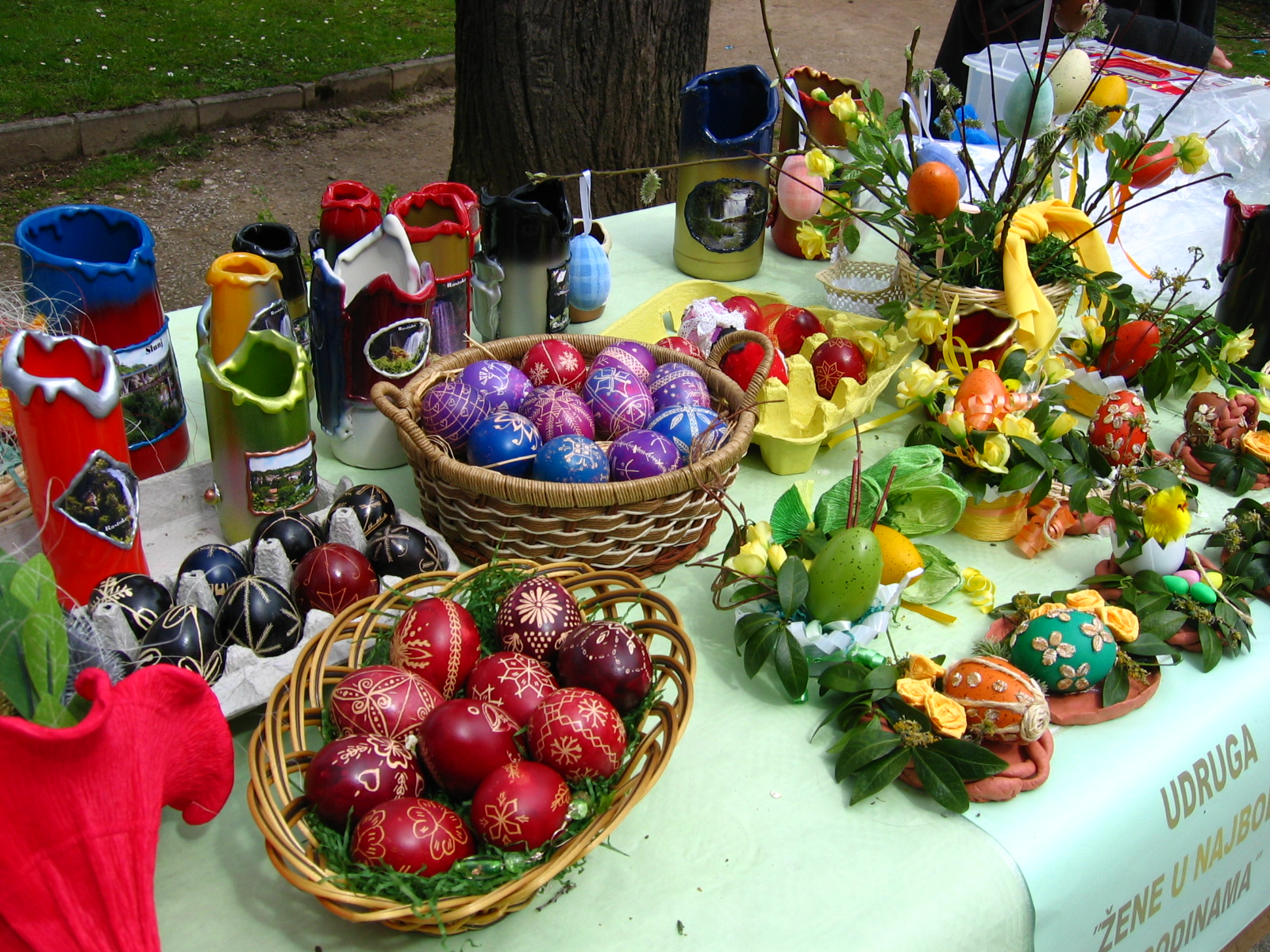
Kroatische Ostereier
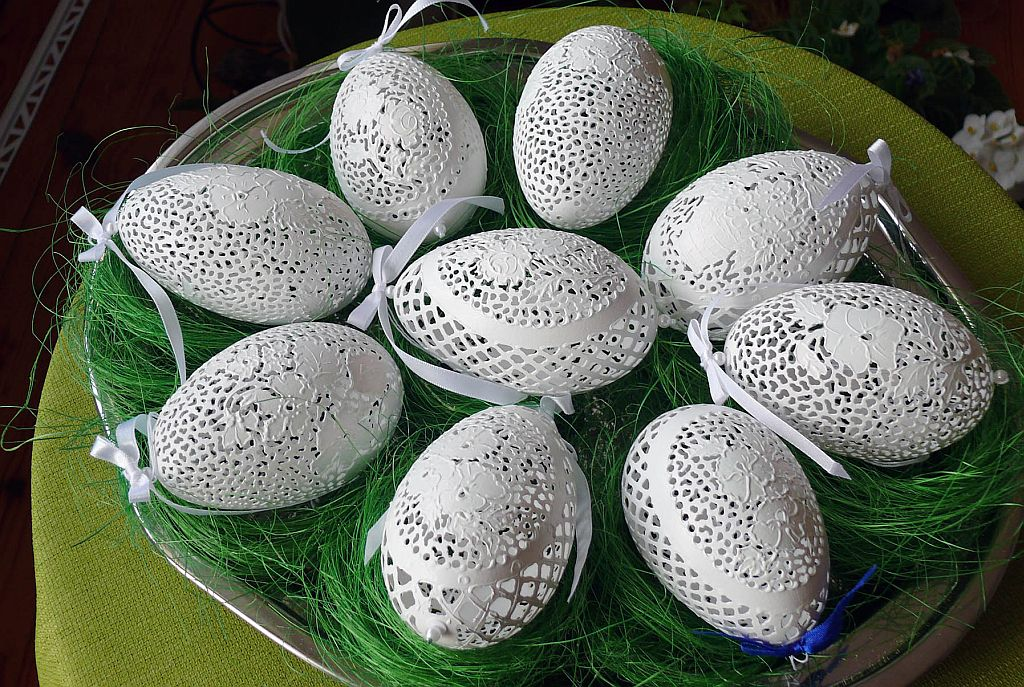
Perforierte Eier
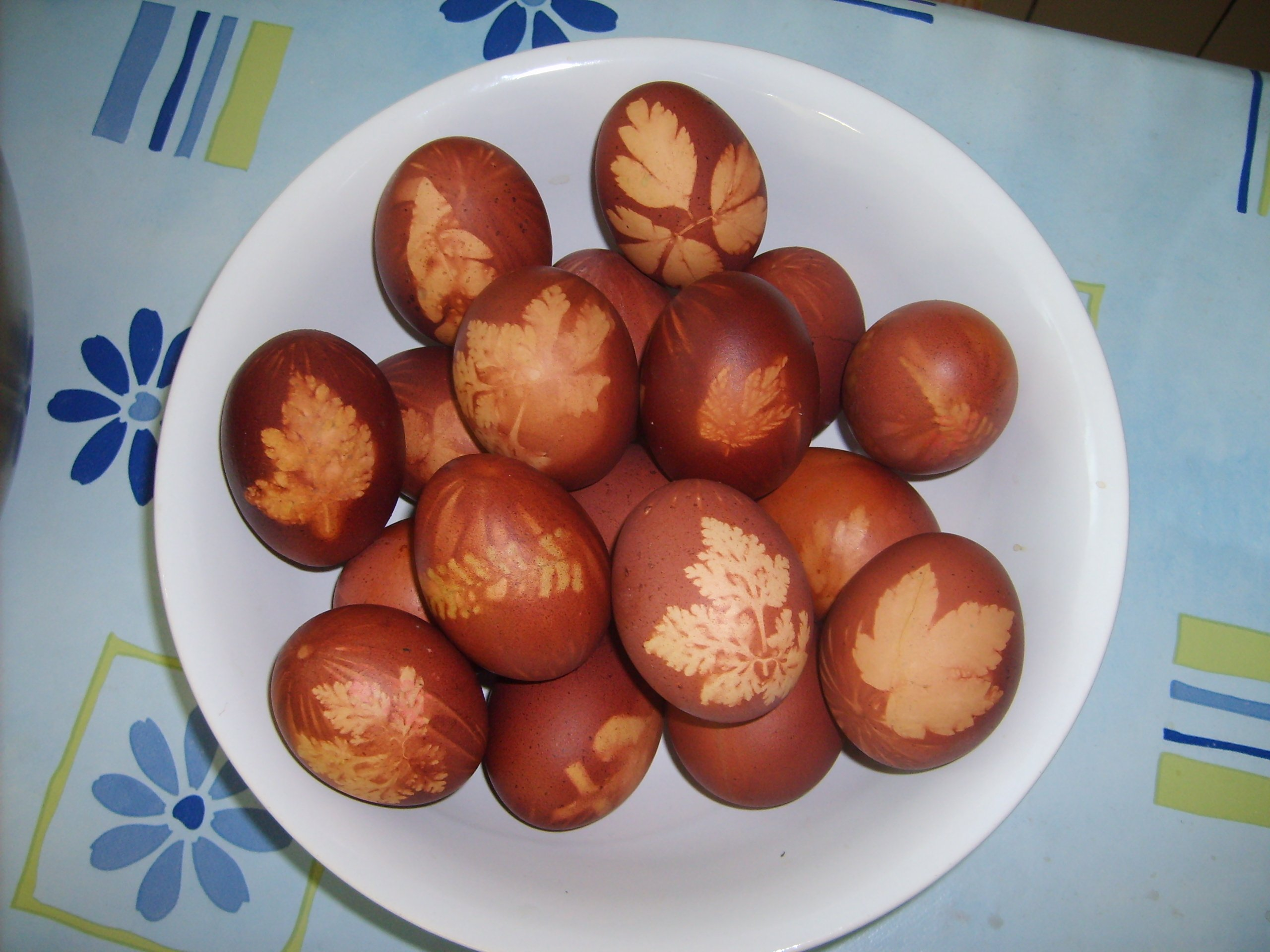
Mit Zwiebelschalen gefärbte Eier mit Blattmuster
- Ostereier aus Mähren, Tschechien (Video)
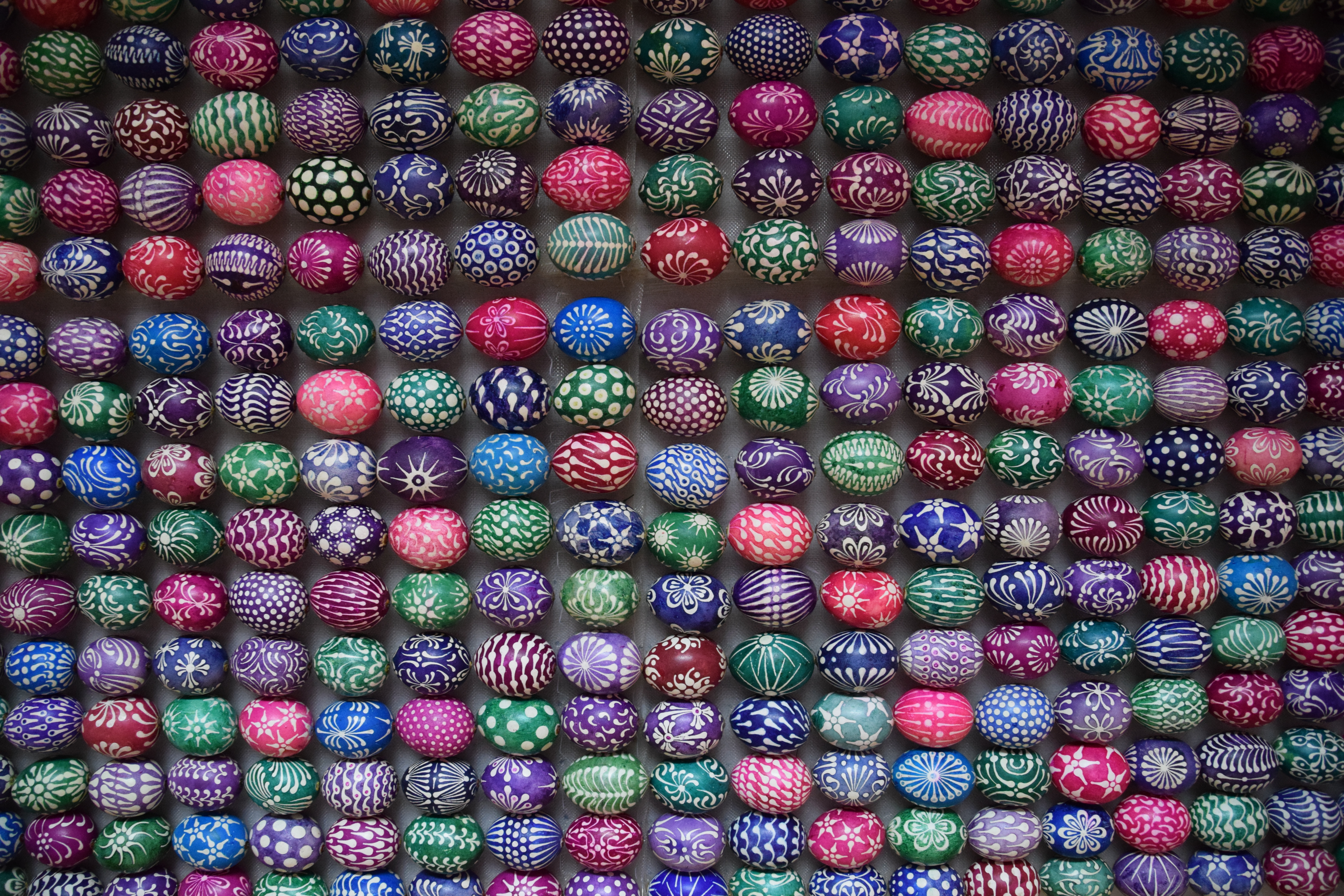
Ostereier im Museum der Ostereierbemalung in Kolomyja (Ukraine)

## Sonstiges

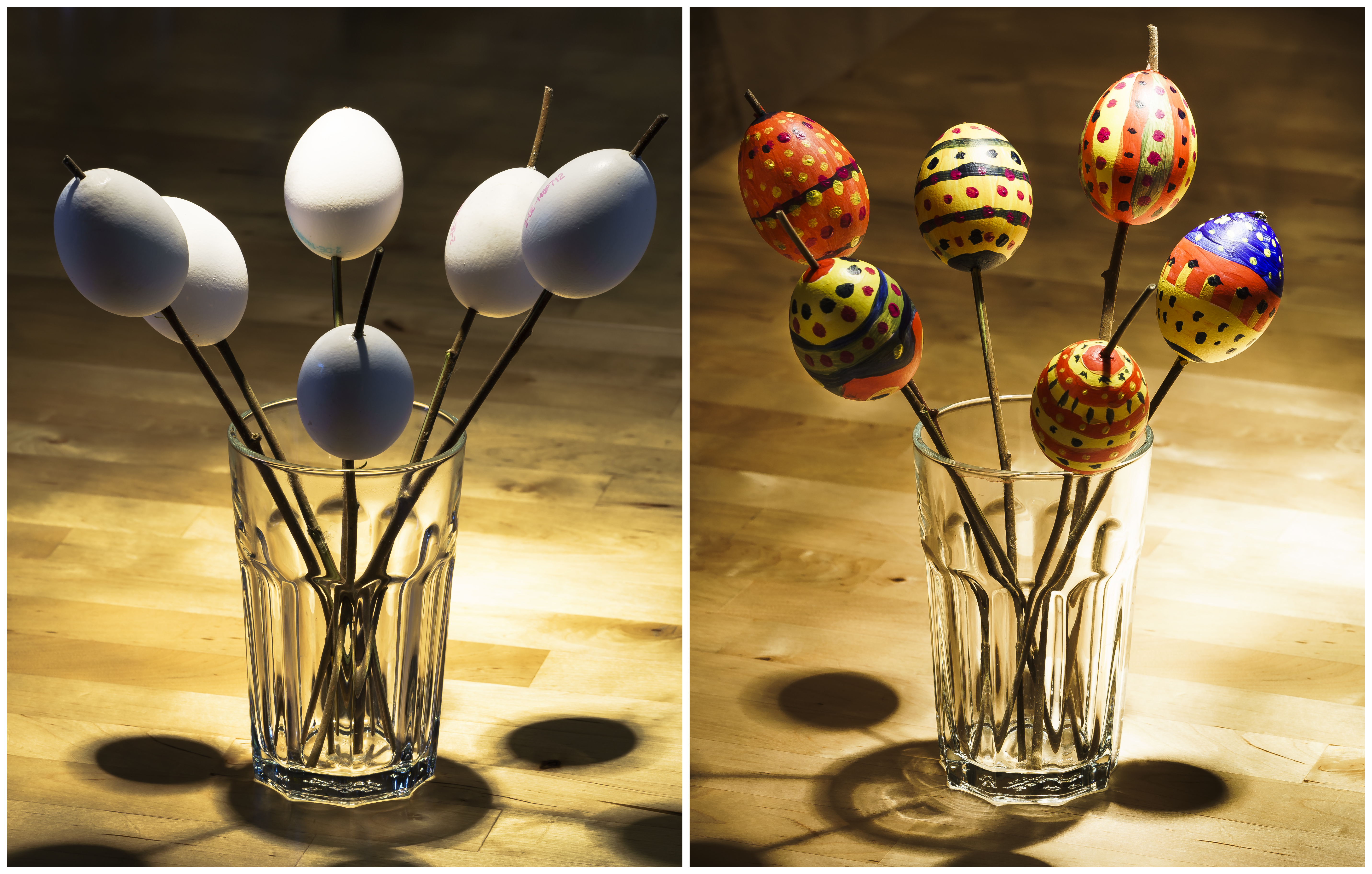
Ausgeblasene Eier vor und nach dem Bemalen für Ostern

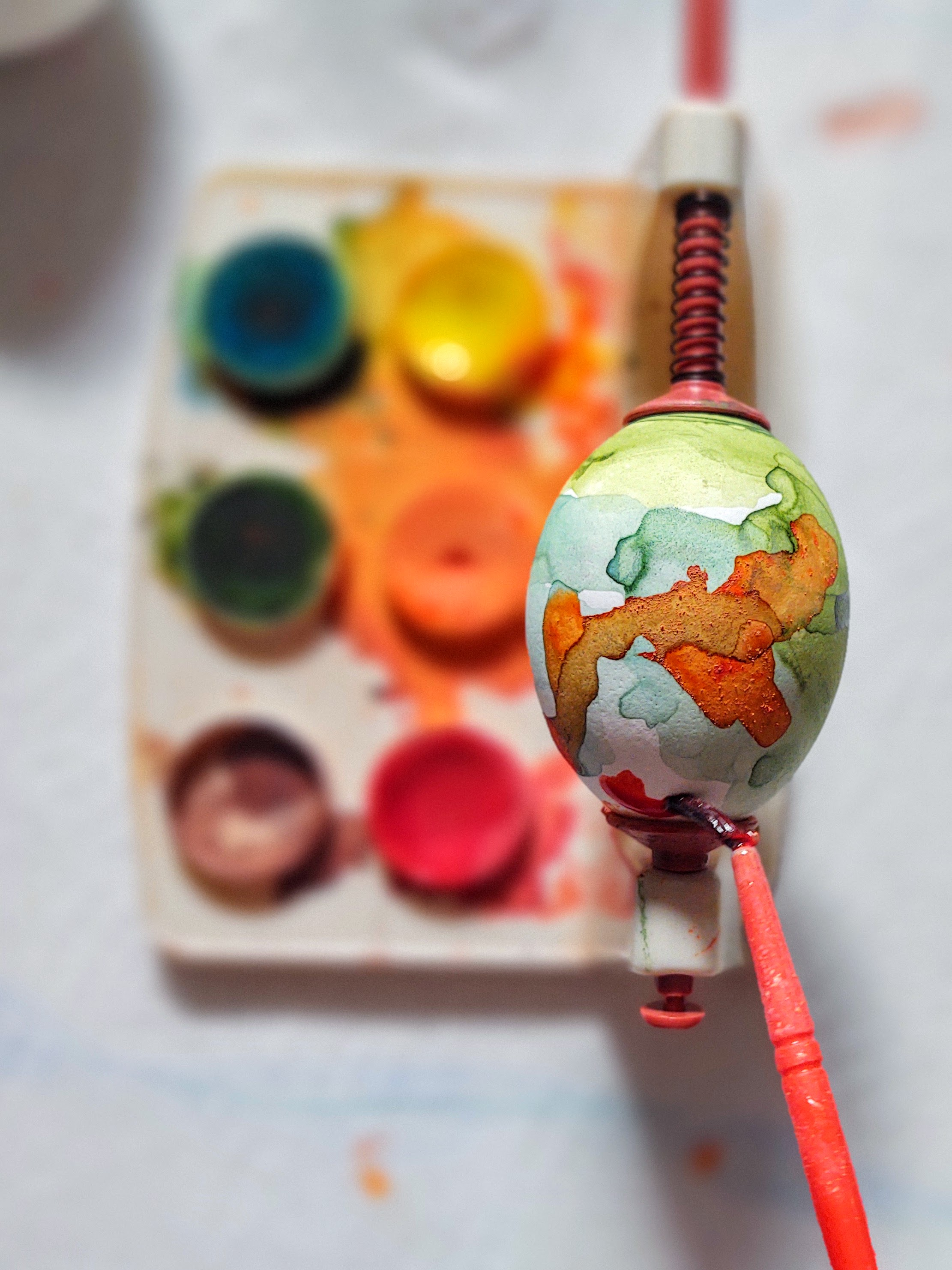
Halte- und Drehvorrichtung zur Eierbemalung, bei Kindern beliebt

- Besonders prunkvoll sind die Ostereier von Peter Carl Fabergé.
- Im tschechischen Libotenice, in dem die Bemalung von Ostereiern mit der Hand Tradition ist, befindet sich eine Ostereiergalerie.[33]
- In der schwäbischen Gemeinde Sonnenbühl existiert seit 1993 im Ortsteil Erpfingen das erste Ostereimuseum[34] Deutschlands, das über tausend Exponate aus ganz Europa zeigt.
- Aus ausgeblasenen Eiern und Papier gefertigte Ostervögel sollen das Jahr hindurch unter der Zimmerdecke hängen.
- Das größte Osterei Deutschlands befand sich in Betzdorf. Es hatte eine Höhe von 9,27 m und einen Durchmesser von 5,71 m.
- So genannte „Easter Eggs“ (Ostereier) sind in Software undokumentiert eingearbeitete Zusatzfunktionen (oder Bilder), die mit dem Programm eigentlich nichts zu tun haben, oder auch amüsante Zusätze zu DVD-Filmen und Computer-/Videospielen, die der Programmierer bzw. die Produzenten hinter einer Menü- oder Tastenkombination versteckt haben.
- Im Ersten Weltkrieg war, um „Eierverschwendung“ zu vermeiden, in Niederösterreich und der Steiermark ab 1915,[35][36] in Tirol und Vorarlberg 1916[37] und in Mähren 1915–1917[38][39][40] das Herstellen und Inverkehrbringen von gefärbten Ostereiern verboten. In Mähren war es auch explizit verboten, sie „zu den üblichen Spielen zu verwenden.“ Das Strafmaß betrug nach Ermessen der politischen Behörde 2 bis 200 Kronen Geldstrafe oder sechsstündigem bis 14-tägigem Arrest.
- Bei der Überproduktion von Eiern nach Ostern kommen in der Schweiz die sogenannten Aufschlags- und Verbilligungsaktionen Eier zum Einsatz. Damit wird die Wirtschaft durch Subventionen finanziell unterstützt.[41][42][43]